# Rotax 185
Der Rotax 185 ist ein Zweitakt-Einzylinder-Motor mit einer Leistung von 9 PS (7 kW) und Direktantrieb. Er wurde von der österreichischen Firma BRP-Rotax für den Einsatz in Feuerwehrwasserpumpen entwickelt. Außerdem wird er in Ultraleichtflugzeugen eingesetzt.

## Entwicklung
Der Rotax 185 wurde für den Einsatz in Feuerwehrpumpen entwickelt. Die Rechte an der Konstruktion wurden von Rotax an die Wildfire Group (heute Teil der Waterax Corporation) verkauft, die sie in ihrer Pumpe Mark 3 einsetzt.
Aufgrund seines ursprünglichen Einsatzzwecks als Wasserpumpe ist der Motor zuverlässig genug für den Einsatz in Ultraleichtflugzeugen. Er wird als Ersatz für die 5,5-PS-starken Kettensägenmotoren von Pioneer in der zweimotorigen Ultraflight Lazair eingesetzt. Der Rotax 185 liefert genug Leistung, um einen Einsatz der Lazair auf Schwimmern zu erlauben.